# 火曜ミステリー劇場
『火曜ミステリー劇場』（かようミステリーげきじょう）は、1990年4月10日から1991年9月24日までテレビ朝日系列が編成していたテレビ朝日製作の2時間ドラマであり、サスペンス作品を主体としていた。放送時間は毎週火曜20:00 - 21:48 （日本標準時）だが、1時間枠に短縮した事もあった（後述）。

## 概要
前番組「火曜スーパーワイド」は当時、これ以外の2時間スペシャル番組がなかったため、水曜スペシャルから引き継いだドキュメンタリーや音楽番組などと交互に2時間ドラマを放送していたが、この番組はサスペンスドラマが主体となった。
ちなみに、この番組でエンディングテーマ曲を採用した事がきっかけで、後に同じような形式の土曜ワイド劇場のエンディングテーマ曲採用へと繋がっていった。
なお、作品によっては、朝日放送が製作した回もあった。また、ナイターシーズン中は20時台がプロ野球中継番組となり、1時間編成（21:00 - 21:54）に短縮し、「火曜ミステリー劇場ミニ」として1時間用の単発作品を放送したこともあったが、21:54まで試合が延長した場合は番組自体が休止となった。
終了後、テレビ朝日系列の2時間サスペンスドラマ枠は土曜ワイド劇場に一本化され、それと同時に『なんでも屋探偵帳』シリーズが同枠に移行された。

## 放映リスト
サブタイトルは一部作品を除いて省略。

### 1990年
| 回数 | 放送日   | タイトル                         | 話数                             | 主演                       | 原作              | 脚本                | 監督       | 制作                                |
| ---- | -------- | -------------------------------- | -------------------------------- | -------------------------- | ----------------- | ------------------- | ---------- | ----------------------------------- |
| 1    | 4月10日  | 美人女子大生妻探偵と田舎刑事     | 1                                | 松本伊代 近藤正臣          | 西村京太郎        | ちゃき克彰          | 鷹森立一   | テレビ朝日 東映                     |
| 2    | 4月17日  | 赤かぶ検事奮戦記                 | 1                                | フランキー堺               | 和久峻三          | 篠崎好              | 水川淳三   | 朝日放送テレビ 松竹                 |
| 3    | 4月24日  | 舞妓さんは名探偵                 | 3                                | 酒井法子                   | 山村美紗          | 篠崎好              | 日高武治   | テレビ朝日 東映                     |
| 4    | 5月8日   | 忘れられた花嫁                   | 忘れられた花嫁                   | 小野寺昭                   | 赤川次郎          | 猪又憲吾            | 山本邦彦   | テレビ朝日 不明                     |
| 5    | 5月15日  | 市原悦子の七つの顔の女           | 2                                | 市原悦子                   | -                 | 佐伯俊道 田渕久美子 | 大室清     | 朝日放送テレビ テレパック           |
| 6    | 5月22日  | 女ハングマン                     | 女ハングマン                     | 山本陽子                   | -                 | 中村勝行            | 小澤啓一   | 朝日放送テレビ 松竹芸能             |
| 7    | 5月29日  | 東京下町商店街の殺人             | 東京下町商店街の殺人             | 黒木瞳                     | -                 | 鴨井達比古          | 黒沢直輔   | 朝日放送テレビ 不明                 |
| 8    | 6月5日   | 愛犬が暴く完全犯罪シリーズ       | 1                                | 丘みつ子                   | 西村寿行          | 多地映一            | 山口和彦   | テレビ朝日 大映テレビ               |
| 9    | 6月19日  | 南青山コンビニ探偵24時間営業     | 南青山コンビニ探偵24時間営業     | 所ジョージ                 | 東理夫            | 石原武龍            | 山本邦彦   | テレビ朝日 不明                     |
| 10   | 6月26日  | ベビーシッター桃子の冒険         | ベビーシッター桃子の冒険         | 河合奈保子                 | -                 | ちゃき克彰          | 山本邦彦   | テレビ朝日 東映                     |
| 11   | 7月3日   | 一億二千万円をネコババした女たち | 一億二千万円をネコババした女たち | 岡江久美子                 | -                 | 小森名津            | 中村金太   | テレビ朝日 不明                     |
| 12   | 7月10日  | 悪女の舞踏会                     | 悪女の舞踏会                     | 山内明                     | 西村京太郎        | 鹿水晶子            | 佐々木章光 | テレビ朝日 テレパック               |
| 13   | 7月17日  | 西村京太郎スペシャル             | 1                                | 高橋英樹                   | 西村京太郎        | 石原武龍            | 松尾昭典   | テレビ朝日 東映                     |
| 14   | 7月24日  | 魔の三角形殺人事件               | 魔の三角形殺人事件               | 栗原小巻                   | -                 | 篠崎好              | 山本邦彦   | テレビ朝日 不明                     |
| 15   | 7月31日  | 花ふぶき女スリ三姉妹             | 4                                | 叶和貴子 宮下順子 松本典子 | -                 | 中村勝行            | 水川淳三   | 朝日放送テレビ 東通企画             |
| 16   | 8月7日   | 三毛猫ホームズシリーズ           | 2                                | 三浦洋一                   | 赤川次郎          | ちゃき克彰          | 山口和彦   | テレビ朝日 アズバーズ               |
| 17   | 8月14日  | お引越しシリーズ                 | 3                                | 市毛良枝                   | -                 | 保利吉紀            | 水川淳三   | 朝日放送テレビ 松竹                 |
| 18   | 8月21日  | 豆腐屋直次郎の裏の顔             | 1                                | 萩原健一                   | -                 | 柏原寛司            | 杉村六郎   | 朝日放送テレビ スタッフ・アズバーズ |
| 19   | 8月28日  | 幽霊海岸殺人事件シリーズ         | 1                                | 三浦友和                   | -                 | 高橋正康            | 小谷承靖   | テレビ朝日 C.A.L                    |
| 20   | 9月4日   | 雨を待つ女                       | 雨を待つ女                       | 佳那晃子                   | 阿刀田高          | 水城ゆう            | 佐々木章光 | テレビ朝日 テレパック               |
| 21   | 9月11日  | Dr.クマひげ 新宿駅ウラ診療所     | 4                                | 滝田栄                     | 史村翔 ながやす巧 | 篠崎好              | 山本厚     | 朝日放送テレビ 総合プロデュース     |
| 22   | 9月18日  | なんでも屋探偵帳                 | 2                                | 小林稔侍                   | -                 | 遊川和彦            | 長谷和夫   | 朝日放送テレビ スタッフ・アズバーズ |
| 23   | 9月25日  | 京都・バリ島婚約旅行殺人事件     | 京都・バリ島婚約旅行殺人事件     | 星野知子                   | 山村美紗          | 安本莞二            | 井上芳夫   | テレビ朝日 ビデオフォーカス         |
| 24   | 10月9日  | 愛犬が暴く完全犯罪シリーズ       | 2                                | 三浦友和                   | 西村寿行          | 石原武龍            | 野村孝     | テレビ朝日 大映テレビ               |
| 25   | 10月16日 | 赤かぶ検事奮戦記                 | 2                                | フランキー堺               | 和久峻三          | 保利吉紀            | 水川淳三   | 朝日放送テレビ 松竹                 |
| 26   | 10月23日 | 狙われた花嫁                     | 狙われた花嫁                     | 柏原芳恵                   | 草野唯雄          | 橋本以蔵            | 山本迪夫   | テレビ朝日 不明                     |
| 27   | 10月30日 | 霧の疑惑                         | 霧の疑惑                         | 工藤夕貴                   | 笹沢左保          | 服部ケイ            | 山本厚     | 朝日放送テレビ 総合プロデュース     |
| 28   | 11月6日  | 美人女子大生妻探偵と田舎刑事     | 2                                | 松本伊代 近藤正臣          | 西村京太郎        | ちゃき克彰          | 日高武治   | テレビ朝日 東映                     |
| 29   | 11月27日 | 死のハネムーン                   | 死のハネムーン                   | 錦織一清                   | 山浦弘靖          | 篠崎好              | 山本邦彦   | テレビ朝日 国際放映                 |
| 30   | 12月4日  | 遠い国からの訪問者               | 遠い国からの訪問者               | いしだあゆみ               | -                 | 松山善三            | 大室清     | 朝日放送テレビ テレパック           |
| 31   | 12月18日 | ㊙︎芸能界連続殺人                 | ㊙︎芸能界連続殺人                 | 坂口良子                   | -                 | 篠崎好              | 高井牧人   | 朝日放送テレビ スタッフ・アズバーズ |
| 32   | 12月25日 | 超高層ホテル殺人事件             | 超高層ホテル殺人事件             | 小野寺昭                   | 森村誠一          | 石原武龍            | 山本邦彦   | テレビ朝日 東映                     |

### 1991年
| 回数 | 放送日  | タイトル                               | 話数                                   | 主演                       | 原作       | 脚本                | 監督          | 制作                                       |
| ---- | ------- | -------------------------------------- | -------------------------------------- | -------------------------- | ---------- | ------------------- | ------------- | ------------------------------------------ |
| 33   | 1月8日  | 瀬戸の多島海殺人事件                   | 瀬戸の多島海殺人事件                   | 神田正輝                   | -          | 鶉野昭彦            | 皆元洋之助    | 朝日放送テレビ 東通企画                    |
| 34   | 1月15日 | ペテン師軍団10億円パーフェクトゲーム!  | ペテン師軍団10億円パーフェクトゲーム!  | 植木等                     | -          | 田上雄 いずみ玲     | 長谷和夫      | 朝日放送テレビ 松竹芸能                    |
| 35   | 1月22日 | 豆腐屋直次郎の裏の顔                   | 2                                      | 萩原健一                   | -          | 柏原寛司            | 小原宏裕      | 朝日放送テレビ スタッフ・アズバーズ        |
| 36   | 1月29日 | 愛犬が暴く完全犯罪シリーズ             | 3                                      | 叶和貴子                   | 西村寿行   | 下飯坂菊馬 安井国穂 | 松生秀二      | テレビ朝日 大映テレビ                      |
| 37   | 2月5日  | 臆病刑事&元気ギャルのみちのく大追跡!!  | 臆病刑事&元気ギャルのみちのく大追跡!!  | 名高達郎                   | -          | 北村篤子            | 土屋統吾郎    | 朝日放送テレビ 松竹芸能                    |
| 38   | 2月12日 | 赤かぶ検事奮戦記                       | 3                                      | フランキー堺               | 和久峻三   | 鴨井達比古          | 山根成之      | 朝日放送テレビ 松竹                        |
| 39   | 2月19日 | 幽霊海岸殺人事件シリーズ               | 2                                      | 三浦友和                   | 三谷茉沙夫 | 長野洋              | 小谷承靖      | テレビ朝日 C.A.L                           |
| 40   | 2月26日 | 京都あべこべ大誘拐                     | 京都あべこべ大誘拐                     | 笑福亭鶴瓶                 | -          | 金子成人            | 小田切成明    | 朝日放送テレビ 松竹芸能                    |
| 41   | 3月5日  | 冬の京都幽霊事件                       | 冬の京都幽霊事件                       | 高岡早紀                   | 風見潤     | 溝田佳奈            | 山本厚        | 朝日放送テレビ 総合プロデュース            |
| 42   | 3月12日 | 独身キャリアウーマンの甘い夢           | 独身キャリアウーマンの甘い夢           | 酒井和歌子                 | -          | 橋本以蔵            | 高井牧人      | テレビ朝日 不明                            |
| 43   | 3月26日 | 西村京太郎スペシャル                   | 2                                      | 高橋英樹                   | 西村京太郎 | 石原武龍            | 村川透        | テレビ朝日 東映                            |
| 44   | 4月9日  | 黄金の犬                               | 黄金の犬                               | 桜田淳子                   | 西村寿行   | 長坂秀佳            | 藤井克彦      | テレビ朝日 日活撮影所                      |
| 45   | 4月16日 | 花ふぶき女スリ三姉妹                   | 5                                      | 叶和貴子 宮下順子 松本典子 | -          | 小森名津            | 皆元洋之助    | 朝日放送テレビ 東通企画                    |
| 46   | 4月23日 | 三毛猫ホームズシリーズ                 | 3                                      | 三浦洋一                   | 赤川次郎   | 橋本以蔵            | 山口和彦      | テレビ朝日 アズバーズ                      |
| 47   | 4月30日 | 切り裂かれた花嫁衣裳!                  | 切り裂かれた花嫁衣裳!                  | 山城新伍                   | 沢村悠一   | 保利吉紀            | 山城新伍      | 朝日放送テレビ 松竹                        |
| 48   | 5月14日 | 瀬戸大橋殺人旅行                       | 瀬戸大橋殺人旅行                       | 岡江久美子                 | 津村秀介   | ちゃき克彰          | 日高武治      | テレビ朝日 不明                            |
| 49   | 5月21日 | お嬢さま捜査官                         | お嬢さま捜査官                         | 三田寛子                   | -          | 長野洋              | 小田切成明    | テレビ朝日 アズバーズ                      |
| 50   | 6月4日  | 「スーパービュー踊り子」同窓会殺人旅行 | 「スーパービュー踊り子」同窓会殺人旅行 | 斉藤慶子                   | 山浦弘靖   | いとう斗士八        | 山口和彦      | テレビ朝日 近代映画協会                    |
| 51   | 6月11日 | 子連れキャリアウーマンの変身大作戦     | 子連れキャリアウーマンの変身大作戦     | 山本陽子                   | -          | 篠崎好              | 小原宏裕      | 朝日放送テレビ スタッフ・アズバーズ        |
| 52   | 6月18日 | 看護婦長推理カルテ                     | 看護婦長推理カルテ                     | 丘みつ子                   | -          | 峯尾基三            | 高井牧人      | 朝日放送テレビ スタッフ・アズバーズ        |
| 53   | 6月25日 | 世にも不思議な怖い話                   | 1                                      | 松本伊代 渡辺満里奈        | -          | 不明                | 不明          | テレビ朝日 日活撮影所                      |
| 54   | 7月2日  | 豆腐屋直次郎の裏の顔                   | 3                                      | 萩原健一                   | -          | 田部俊行 柏原寛司   | 小原宏裕      | 朝日放送テレビ スタッフ・アズバーズ        |
| 55   | 7月16日 | 温泉劇場殺人事件                       | 温泉劇場殺人事件                       | 田中邦衛                   | -          | 鴨井達比古          | 和泉聖治      | 朝日放送テレビ 松竹芸能                    |
| 56   | 7月30日 | 逃亡者 十年目のめぐり逢い              | 逃亡者 十年目のめぐり逢い              | 五木ひろし                 | -          | 篠崎好              | 松尾昭典      | テレビ朝日 不明                            |
| 57   | 8月6日  | 世にも不思議な怖い話                   | 2                                      | 山口美江 渡辺典子          | -          | 麻生かさね 不明     | 及川善弘 不明 | テレビ朝日 日活撮影所                      |
| 58   | 8月20日 | カラオケ教室殺人事件                   | カラオケ教室殺人事件                   | 大月みやこ                 | -          | 田上雄              | 小松範任      | テレビ朝日 不明                            |
| 59   | 8月27日 | なんでも屋探偵帳                       | 3                                      | 小林稔侍                   | -          | 峯尾基三            | 高井牧人      | 朝日放送テレビ スタッフ・アズバーズ        |
| 60   | 9月10日 | 花嫁は容疑者                           | 花嫁は容疑者                           | 片平なぎさ                 | 山村美紗   | 齊藤珠緒            | 井上芳夫      | テレビ朝日 朝日放送テレビ ビデオフォーカス |
| 61   | 9月17日 | 弁護士徳永弓子の証言                   | 弁護士徳永弓子の証言                   | 岩下志麻                   | -          | 田村多津夫          | 蔵原惟繕      | 朝日放送テレビ 松竹                        |
| 62   | 9月24日 | 西村京太郎スペシャル                   | 3                                      | 高橋英樹                   | 西村京太郎 | 石原武龍            | 松尾昭典      | テレビ朝日 東映                            |

## テーマ曲
- テレサ・テン「涙の条件」（1990年4月 - 9月）
- 安全地帯「情熱」（1990年10月 - 1991年3月）
- ハイ・ファイ・セット「忘れないわ」（1991年4月 - 6月）
- 沢田知可子「Melody」（1991年7月 - 9月）